# Lucrezia Marricchi
Lucrezia Marricchi (Roma, 29 settembre 1993) è una doppiatrice, direttrice del doppiaggio e dialoghista italiana.

## Biografia
Nata a Roma, è nipote dell'assistente al doppiaggio Antonella Bartolomei, nonché cugina dei doppiatori Alessio e Veronica Puccio, Giulio e Vittoria Bartolomei.

## Doppiaggio

### Cinema
- Abigail Breslin in Certamente, forse, Kit Kittredge: An American Girl, La custode di mia sorella, Benvenuti a Zombieland, Capodanno a New York, The Call, Dirty Dancing, I segreti di Osage County, Zombieland - Doppio colpo, La ragazza di Stillwater
- Kaitlyn Dever in Bad Teacher - Una cattiva maestra, Beautiful Boy, The Front Runner - Il vizio del potere, Ticket to Paradise
- Mia Goth in Marrowbone, Nymphomaniac, Emma., X: A Sexy Horror Story, MaXXXine
- Elle Fanning in The Door in the Floor, Reservation Road, Il curioso caso di Benjamin Button, Low Down
- Chloë Grace Moretz in Amityville Horror, Zombies - La vendetta degli innocenti, Suspiria
- Runa Greiner in Fuck you, prof!, Fuck you, prof! 2
- Cailee Spaeny in 7 sconosciuti a El Royale, Priscilla, Civil War
- Lucy Boynton in Sing Street, Bohemian Rhapsody, Locked Down
- KiKi Layne in Se la strada potesse parlare, The Old Guard, The Old Guard 2
- Anya Taylor-Joy in The Witch, Amiche di sangue
- Isabela Merced in Scuola media: gli anni peggiori della mia vita, Le leggende del tempio nascosto
- Maya Hawke in Il capitale umano - Human Capital, Asteroid City
- Mikey Madison in Anora
- Isabelle Fuhrman in Dark Hall, Sheroes
- Florence Pugh in Black Widow, Thunderbolts*
- Kiernan Shipka in Longlegs, Uno Rosso
- Julia Garner in Grandma, Weapons
- Danielle Rose Russell in Wonder
- Malala Yousafzai in Malala
- Haley Lu Richardson in Split
- Ariel Gade in Dark Water
- Marlene Lawston in Flightplan - Mistero in volo
- Suzuka Ōgo in Memorie di una geisha
- Liliana Mumy in Santa Clause è nei guai
- Jamie Young in Orphan
- Mathilde Goffart in Sopravvivere coi lupi
- Makenzie Vega in Il bacio che aspettavo
- Taylor Momsen in Hansel & Gretel
- Maia Mitchell in Teen Beach Movie e Teen Beach 2
- Jodelle Ferland in Case 39
- Zendaya in Zapped - La nuova vita di Zoey
- Hailee Steinfeld in 3 Days to Kill
- Ivana Baquero in Il club degli incompresi
- Olivia DeJonge in The Visit
- Jasmine Jessica Anthony in 1408
- Erin Kellyman in Solo: A Star Wars Story
- Zoe Kazan in La ballata di Buster Scruggs
- Rosa Salomaa in Unna & Nuuk e il tamburo miracoloso
- Morgan Saylor in Buttiamo giù l'uomo
- Sophia Ali in Uncharted
- Bailee Madison in The Strangers: Prey at Night
- Aleyse Shannon in Beauty
- Taylor Russell in Bones and All
- Iyana Halley in Beast
- Kylie Rogers in Un'altra scatenata dozzina
- Celeste O'Connor in A Good Person
- Sasha Calle in The Flash
- Maeve Courtier-Lilley in Gran Turismo - La storia di un sogno impossibile
- Alison Oliver in Saltburn
- Lilli Kay in Rustin
- Piper Curda in May December
- Harriet Slater in La profezia del male
- Hadley Robinson in Tutti tranne te
- Jenna Kanell in Bad Boys: Ride or Die
- Emma Corrin in Nosferatu
- Raechelle Banno in Better Man
- Emily Fairn in Saturday Night
- Chloe East in Heretic
- Alice Hewkin in Operazione vendetta
- Lachlan Watson in Y2K
- Ana Gonzalez Bello in La mia più grande fan
- Ivanna Sachno in M3GAN 2.0
- Madelyn Cline in So cosa hai fatto
- Alanna Bale in Humane
- Esmé Kingdom ne Il mio anno a Oxford

### Serie televisive
- Zendaya in A tutto ritmo, K.C. Agente Segreto, A.N.T. Farm - Accademia Nuovi Talenti, Zapped - La nuova vita di Zoey
- Danielle Rose Russell in The Originals, Legacies
- Naomi Sequeira in Evermoor, Le cronache di Evermoor
- Lee Yoo-mi in Squid Game, Non siamo più vivi
- Valentina Zenere in Soy Luna, Élite
- Aimee Lou Wood in Sex Education
- Lily-Rose Depp in The Idol
- Makeyla in I Am Franky
- Julia Garner in Ozark
- Kim Si-hyun in Celebrity
- Madelyn Cline in Outer Banks
- Kaitlyn Dever in L'uomo di casa
- Sophia Lillis in Sharp Objects
- Ivana Baquero in Alto mare
- Shailene Woodley in The O.C.
- Paris Berelc in Alexa & Katie
- Noah Gray-Cabey in Tutto in famiglia
- Billi Bruno in La vita secondo Jim
- Sofia Vassilieva in Medium
- Joey King in The Act
- Cailee Spaeny in Omicidio a Easttown
- Lara McIvor in Bel's Boys
- Chloe Smyth in Amiche del cuore
- Isabela Merced in 100 cose da fare prima del liceo
- Ella-Rose Shenman in Saddle Club
- Thaddea Graham in Gli Irregolari di Baker Street
- Elisabeth Böhm in Zoo Doctor
- Sara Waisglass in Ginny & Georgia
- Aimee Kelly in Wolfblood - Sangue di lupo
- Renata Notni in Lana, fashion blogger
- Matreya Fedor in Cedar Cove
- Isabela Souza in Bia
- Lola Morán in Incorreggibili
- Madison Iseman in Henry Danger
- Dafne Keen in His Dark Materials - Queste oscure materie
- Isabel Garrido in Il caos dopo di te
- Sadie Soverall in Fate - The Winx Saga
- Kiana Madeira in Trinkets
- Sophie Thatcher in Yellowjackets
- Florence Pugh in Hawkeye
- Stefania LaVie Owen in Sweet Tooth
- Maude Apatow in Euphoria
- Lydia West in Suspicion
- Luciane Buchanan in The Night Agent
- Grace Van Dien in Stranger Things
- Jaz Sinclair in Gen V
- Eliza Bennett in Dynasty
- Amanda Leighton in The Fosters
- Zine Tseng in Il problema dei 3 corpi
- Florence Pugh in Hawkeye
- Ami Metcalf in Le indagini di Sister Boniface
- Isa Briones in Piccoli brividi
- Runa Greiner in Maxton Hall - Il mondo tra di noi
- Millie Fortunato Asquini in Gormiti - The New Era
- Kaitlyn Dever in Apple Cider Vinegar
- Paloma Alba in L'eternauta
- Aviva Mongillo in Kakegurui
- Melissa Collazo in Motorheads

### Film d'animazione e cartoni animati
- Selvaggia in Craig
- Dinky in Il circo di Jojo
- Twinkle (1ª voce) in Higglytown Heroes - 4 piccoli eroi
- Nancy in È l'ora di religione
- Mary in Le storie della Bibbia
- Lola in Charlie e Lola
- Daisy Magnolia in Violet Evergarden: Il film
- Panik in Inuk
- Rose in Barbie e la magia di Pegaso
- Cynthia in Pinocchio 3000
- Faline in Bambi 2 - Bambi e il Grande Principe della foresta
- Anna in Sulle ali dei gabbiani - L'isola va in città
- Turchina in Pinocchio
- Dorothy Gale ne Il magico mondo di Oz
- Winnie Gorgon-Zole in Boxtrolls - Le scatole magiche
- Una in Ferdinand
- Karmi in Big Hero 6 - La serie
- Dana in Turning Mecard
- Mermista in She-Ra e le principesse guerriere
- Stella dei desideri in Winx Club
- Honeymaren in Frozen II - Il segreto di Arendelle
- Kyōko in Voglio mangiare il tuo pancreas
- Heris Ardebit in Promare
- Mariposa Diaz da teenager in Marco e Star contro le forze del male
- Alix Kubdel/Chronogirl/Bunnix in Miraculous - Le storie di Ladybug e Chat Noir
- Amity Blight in The Owl House - Aspirante strega
- Pico in La grande avventura dell'Ape Magà
- Usagi Tsukino/Sailor Moon in Pretty Guardian Sailor Moon Eternal - Il film, Pretty Guardian Sailor Moon Cosmos - Il film
- Fortuna Esperanza "Lucky" Prescott in Spirit - Il ribelle
- Andrea Davenport in Il fantasma e Molly McGee
- Ivy Sundew in Anfibia
- Mia in Rock Dog 3
- Qwydion in Dragon Age: Absolution
- Greta Higgins in Exploding Kittens

### Anime
- Usagi Tsukino/Sailor Moon in Pretty Guardian Sailor Moon Crystal
- Cathy in Charlotte
- Myne in Ken il guerriero - La città stregata
- Angelica in Gunslinger Girl
- Principessa in La storia della Principessa Splendente
- Sorano Aguria/Angel in Fairy Tail
- Lacey in Inazuma Eleven
- Mika Shimotsuki in Psycho-Pass
- Yaeko Okajima in Pioggia di ricordi
- Yuzuru Nishimiya in La forma della voce - A Silent Voice
- Lykos in Children of the Whales
- Ryùko Matoi in Kill la Kill
- Roma in Tokyo Ghoul
- Rei Ayanami in Neon Genesis Evangelion (edizione Netflix)
- Yelena in L'attacco dei giganti
- Himi in Il ragazzo e l'airone
- Makiko Otawara in The Grimm Variations